# خلية داونز

مخطط لخلية داونز

خلية داونز هي خلية تحليل كهربائي تستخدم في عملية داونز، وهي العملية الكيميائية المستخدمة في إنتاج الصوديوم من مصهور ملح كلوريد الصوديوم.
تنسب الخلية إلى مخترعها جيمس كلويد داونز James Cloyd Downs، الذي سجل لها براءة اختراع سنة 1924.

## المبدأ
يتم في الخلية عملية تحليل كهربائي لمصهور كلوريد الصوديوم عند درجات حرارة تراوح 600 °س، مع استخدام كلوريد الكالسيوم من أجل تخفيض نقطة الانصهار.
تستخدم أقطاب من الكربون كمصعد ومن الحديد كمهبط.